# Яворівка (річка)
Яворі́вка (Гнила Ропа) — річка в Україні, в межах Самбірського району Львівської області. Ліва притока Гнилої (басейн Дністра).

## Опис
Довжина 11 км. Річка типово гірська. Долина вузька і глибока. Течія швидка, є багато перекатів та невеликі водоспади. 

## Розташування
Бере початок на південь від села Яворів, на північно-східних схилах Вододільного хребта. Тече спершу на північний схід, у селі Верхнє різко повертає на південний схід. Впадає до Гнилої у східній частині села Нижнє. 
Притоки: гірські потоки. 
- Річка майже на всій протяжності тече через населені пункти, тому її екологічний стан незадовільний.